# خاسی‌ها
خاسی‌ها یا خاسیان یا مردم خاسی (انگلیسی: Khasi people) یک گروه قومی از مگالایا در شمال شرقی هند با جمعیت قابل توجهی در ایالت هم‌مرز آسام و در مناطق خاصی از بنگلادش هستند. مردم خاسی اکثریت جمعیت بخش شرقی مگالایا هستند و با حدود ۴۸ درصد از جمعیت کل مگالایا نیز، بزرگترین جامعه این ایالت در مجموع نیز هستند.

## ریشه خاسیان
اگرچه منشأ خاسی‌ها مبهم باقی مانده‌است، اما محققان توافق کرده‌اند که آنها اولین مردمی بودند که در شمال شرقی هند ساکن شدند.
آنها حدود ۶۰۰۰۰ سال پیش از شاخه اصلی جدا شدند و در حدود ۵۶۰۰۰ سال پیش بسیار قبل از ورود گروه‌های بزرگتر تبت-برمن که بسیاری از جوامع قبیله ای مدرن را در شمال شرق امروز تشکیل می‌دادند به مکان فعلی خود رسیده‌اند. به این معنی که خاسی‌ها قومی نوسنگی بوده‌اند.
محصولات اصلی تولید شده توسط مردم خاسی عبارتند از برگ فوفل، دانه آرکا، پرتقال، آناناس، آلو، لیچی، انواع محلی برنج و سبزیجات. همچنین مطالعات نشان داده‌است که خاسی‌ها از ۲۰۰۰ سال پیش شروع به ذوب آهن کردند.

## فرهنگ
سنت فرهنگی مردم خاسی، پیروی از نظام مادرسالاری و مادرتباری است. طبق قانون اساسی هند، خاسی‌ها وضعیت قبیله برنامه‌ریزی شده را دریافت کرده‌اند. ارث به مادران می‌رسد، دختران در انتخاب همسر خود آزاد بوده و زنان برای طلاق گرفتن از شوهران خود آزادی فراوانی دارند. درصورتی‌که زنی درخواست طلاق نماید درخواست او بدون قید و شرط موردقبول قرارگرفته و تمامی فرزندان از آنِ او خواهند بود.
خاسی‌ها از خروس به عنوان نماد استفاده می‌کنند زیرا معتقدند خروس نماد صبحی است که آغازی جدید و طلوع خورشیدی جدید را رقم می‌زند.

## در روزگار کنونی
خاسیان اولین بار در سال ۱۸۲۳ پس از تسخیر آسام توسط انگلیسی‌ها با آنها در تماس شد. منطقه ای که خاسی‌ها در آن زندگی می‌کردند، شامل ایالت‌های اطراف تپه کاسی (که تعداد آنها به ۲۵ پادشاهی گوناگون می‌رسید) به یک اتحاد با بریتانیایی‌ها پیوستند، بخشی از استان آسام شدند. اگرچه بسیاری از مردم قبیله از آیین سنتی خود پیروی می‌کنند ولی بسیاری از آن‌ها به دین‌های دیگر مانند اسلام و مسیحیت گرویده‌اند.

## نگارخانه

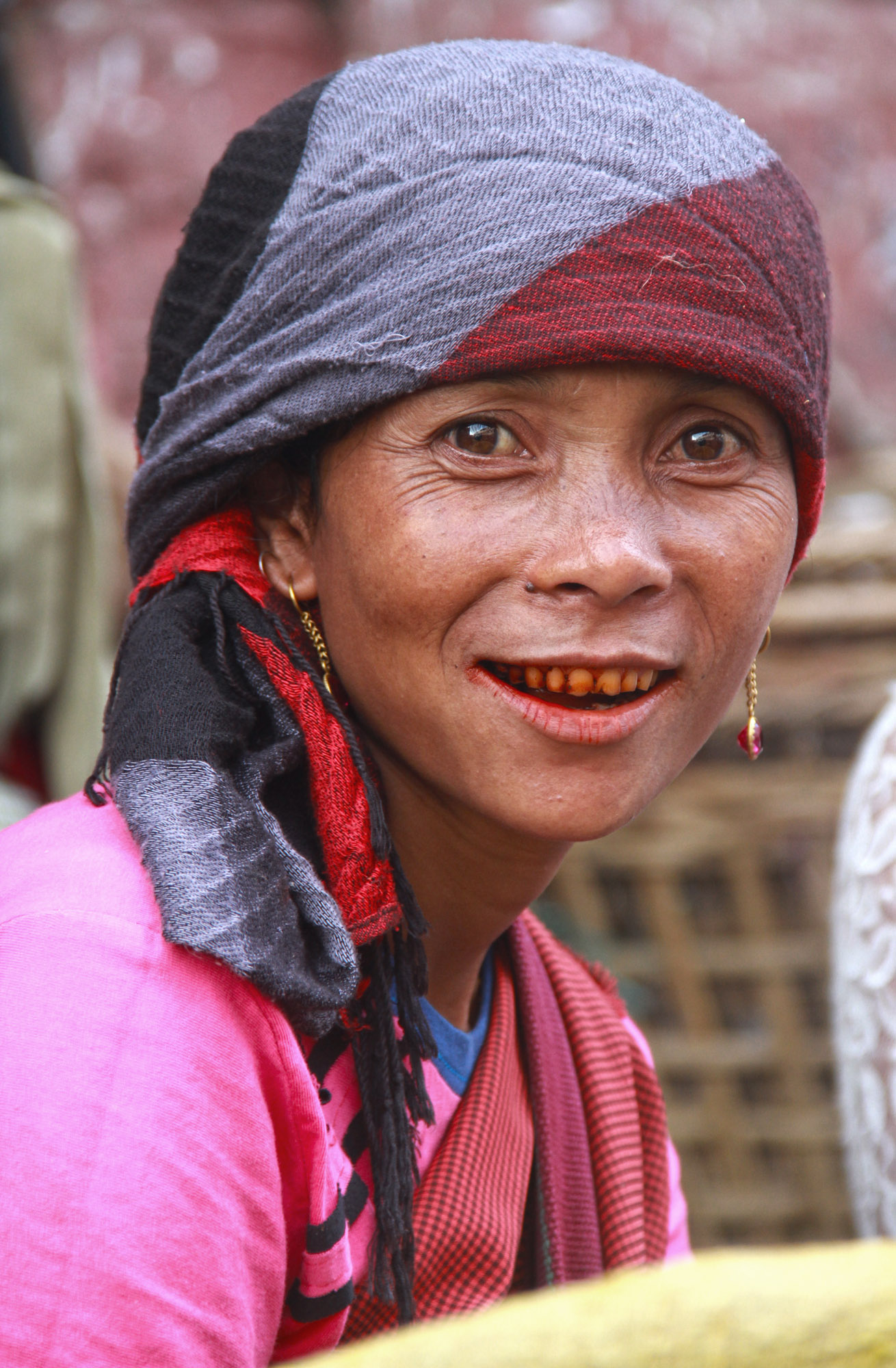
یک زن خاسی در خیابان‌های شیلونگ، مگالایا در حال فروش پان دیده می‌شود.
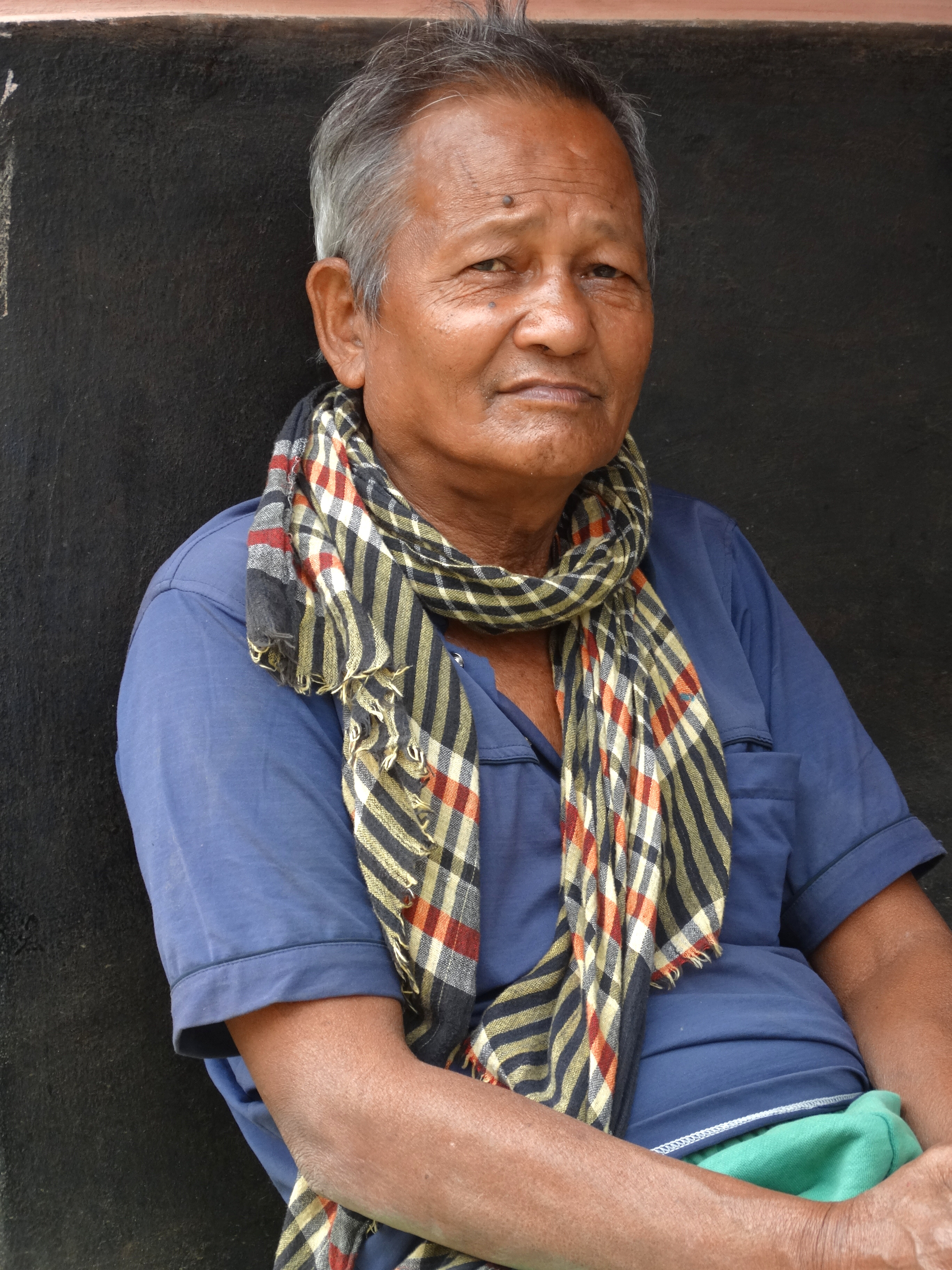
مردی در دهکده قبیله ای خسیا - پارک ملی لواچارا - خارج از سریمانگل - بخش سیلهت - بنگلادش